# Olpium kochi
Olpium kochi es una especie de arácnido del orden Pseudoscorpionida de la familia Olpiidae.

## Distribución geográfica
Se encuentra en Grecia, Libia y Turquía.